# Cheumatopsyche tinjar
Cheumatopsyche tinjar är en nattsländeart som först beskrevs av Douglas E. Kimmins 1955.  Cheumatopsyche tinjar ingår i släktet Cheumatopsyche och familjen ryssjenattsländor. Inga underarter finns listade i Catalogue of Life.